# Hiperostosis cortical infantil
La hiperostosis cortical infantil, también conocida como enfermedad de Caffey o síndrome de Caffey-Silverman es una displasia ósea del grupo de las hiperostosis. Se caracteriza por un crecimiento exacerbado de las corticales de los huesos largos en forma de reacción perióstica, de causa no filiada. Fue descrita en 1930 por Roske y posteriormente caracterizada por Caffey y Silverman en 1945.

## Epidemiología
Este síndrome tiene una prevalencia baja, afectando aproximadamente a 48/100000 nacidos vivos. Afecta por igual a pacientes de ambos sexos de hasta tres años de edad.

## Clínica
Esta enfermedad afecta preferentemente a los huesos largos, afectando la diáfisis de los mismos y respetando metáfisis y epífisis. El cuadro clínico cursa habitualmente con la aparición de dolor de inicio brusco asociado a tumoración palpable en la zona del hueso afectado, no relacionado con traumatismos o sobreesfuerzos previos. Los pacientes pueden presentar fiebre y alteraciones analíticas inespecíficas.

## Diagnóstico
El diagnóstico se realiza mediante la historia clínica y un estudio de radiología convencional.

## Evolución
En la mayor parte de los casos la hiperostosis cortical infantil se resuelve espontáneamente, no precisando tratamiento médico o quirúrgico, salvo analgesia.